# Surfing the Void
Surfing the Void je druhé studiové album britské alternativní rockové skupiny Klaxons. Vydala ho společnost Polydor Records 23. srpna 2010. Album produkoval Ross Robinson a nahrávalo se v Los Angeles v Kalifornii. Předcházel mu singl Echoes, který vyšel 16. srpna.
Název alba byl odhalen 25. května 2010 premiérou propagační písně „Flashover“ na stanici BBC Radio 1.

## Seznam skladeb
1. "Echoes"
2. "The Same Space"
3. "Surfing the Void
4. "Valley of the Calm Trees"
5. "Venusia"
6. "Extra Astronomical"
7. "Twin Flames"
8. "Flashover"
9. "Future Memories"
10. "Cypherspeed"